# Východoslovenská pahorkatina

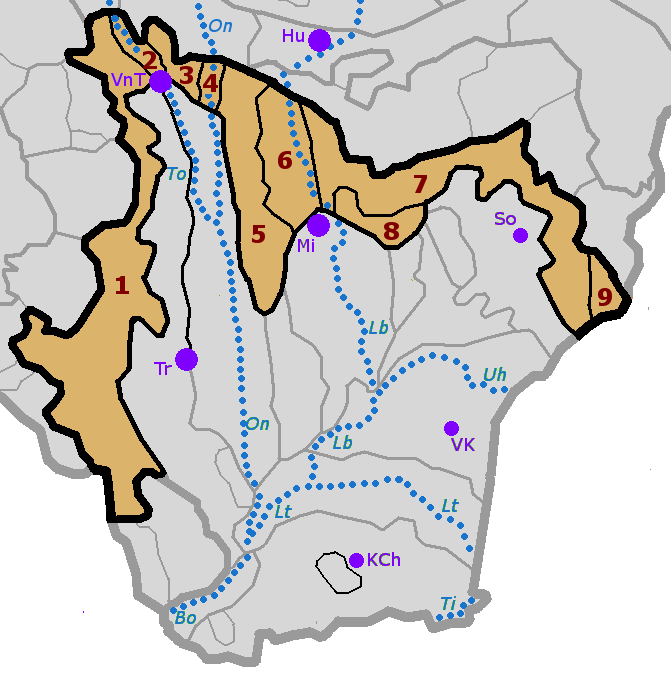
Části Východoslovenské pahorkatiny

Východoslovenská pahorkatina je hornatější část Východoslovenské nížiny, která na ni navazuje v západním a severním okraji. Podloží tvoří především naplavené usazené horniny (jíly, jílovce, písky, pískovce, štěrky, slepenec a jiné) z holocénu.
Významnými městy v této oblasti jsou: Sečovce, Vranov nad Topľou a Strážske.

## Části
- 1. Podslanská pahorkatina
- 2. Toplianska niva
- 3. Vranovská pahorkatina
- 4. Ondavská niva
- 5. Pozdišovský hřbet
- 6. Laborecká niva
- 7. Podvihorlatská pahorkatina
- 8. Zalužická pahorkatina
- 9. Petrovské podhůří